# Winlock (település)
Winlock az Amerikai Egyesült Államok északnyugati részén, Washington állam Lewis megyéjében elhelyezkedő város. A 2010. évi népszámlálási adatok alapján 1339 lakosa van.
A Northern Pacific Railroad építőtáborát 1871-ben alapították. Dr. C. C. Pagett földet adományozott a településnek, amely felvette William Winlock Miller nevét; a tábornok a névadásért cserében iskolacsengő felállítását ígérte. Miller 1883-ban kapott városi rangot.
A Ripley’s Believe It or Not! szerint itt található a világ legnagyobb tojása, amelyet a Columbia folyón átívelő híd átadásakor állítottak fel. A tojásra a 2001. szeptember 11-ei terrortámadások után az amerikai zászlót, a Seattle Seahawks Super Bowl-győzelmét követően pedig a csapat emblémáját festették fel.

## Éghajlat
A város éghajlata mediterrán (a Köppen-skála szerint Csb).

## Népesség
A 2010-es népszámláláskor a városnak 1339 lakója, 475 háztartása és 327 családja volt. A népsűrűség 399,7 fő/km2. A lakóegységek száma 535, sűrűségük 159,7 db/km2. A lakosok 84,7%-a fehér, 0,7%-a afroamerikai, 1,6%-a indián, 0,6%-a ázsiai, 0,3%-a a Csendes-óceáni szigetekről származik, 8,4%-a egyéb, 3,8%-a pedig kettő vagy több etnikumú. A spanyol vagy latino származásúak aránya 13,1% (   )
A háztartások 38,9%-ában élt 18 évnél fiatalabb. 46,5% házas, 13,5% egyedülálló nő, 8,8% egyedülálló férfi, 31,2% pedig nem család. 24,6% egyedül élt; 9,9%-uk 65 éves vagy idősebb. Egy háztartásban átlagosan 2,79 személy élt; a családok átlagmérete 3,26 fő.
A medián életkor 34 év volt. A város lakóinak 30,2%-a 18 évesnél fiatalabb, 7,6% 18 és 24 év közötti, 26,2%-uk 25 és 44 év közötti, 23,9%-uk 45 és 64 év közötti, 12,1%-uk pedig 65 éves vagy idősebb. A lakosok 51,2%-a férfi, 48,8%-a pedig nő.

## Fordítás
- Ez a szócikk részben vagy egészben  a   Winlock, Washington című angol Wikipédia-szócikk ezen változatának fordításán alapul.  Az eredeti cikk szerkesztőit annak laptörténete sorolja fel. Ez a jelzés csupán a megfogalmazás eredetét és a szerzői jogokat jelzi, nem szolgál a cikkben szereplő információk forrásmegjelöléseként.